# Joey Yale
Joey Yale, pseudonimo di Joseph Yamoska (Lynch, 25 dicembre 1949 – Palm Springs, 18 aprile 1986), è stato un attore pornografico statunitense.

## Biografia
Joseph Yamoska crebbe ad Indianapolis, trasferendosi a Los Angeles a diciassette anni. Nel 1967 girò il suo primo film pornografico, Leather Narcissus, diretto da Avery Willard, comparendo come Joey Yale. Nel 1969 conobbe Fred Halsted, attore e regista pornografico gay, con il quale intraprese un'importante relazione affettiva. Halsted diresse Yale per la prima volta in L.A. Plays Itself, prodotto nel 1969 e pubblicato nel 1972. Tuttavia, Yale non girò completamente alcune scene e fu necessario prevedere una controfigura.
Yale avrebbe voluto intraprendere la carriera dell'attore, senza tuttavia riuscirvi. Con Halsted girò un secondo film pornografico nel 1975, in Sextool. Nello stesso anno fondarono la casa di distribuzione, e talvolta di produzione, Cosco Studio. Dopo il successo di Sextool, nel maggio del 1975, Fred Halsted chiese a Joseph di sposarlo. L'annuncio dell'imminente matrimonio, dato sui giornali, sollevò non poche polemiche perché la coppia, alcuni cui eccessi erano noti, riprodotti nelle opere dirette da Halsted e scherzosamente ripresi nello stesso annuncio, era ben lontana da quell'atteggiamento che successivamente sarebbe stato indicato omonormatività. La coppia non riteneva che la fedeltà coniugale fosse un tratto essenziale della loro relazione. In un'intervista del 1978, Halsted disse che la loro scelta non era derivata da ragioni ideologiche, ma semplicemente dal sentimento che provavano l'uno per l'altro.
Con Halsted e David Webb aprì inoltre il sex club Halsted's a Silver Lake, Los Angeles. Il club era la rivisitazione in senso erotico di uno spazio industriale. La sua caratteristica più distintiva erano quattro rimorchi di camion parcheggiati nella parte posteriore all'interno di un cortile recintato. In quell'epoca i rimorchi di camion vuoti erano un luogo popolare per il sesso omosessuale nel distretto di meatpacking di New York. All'interno il club aveva cabine con glory hole, letti a castello e una sling (o altalena sessuale). Nel locale venne girato il film A Night at Halsted's. Il club comunque economicamente non resse e rimase aperto un solo anno.
Nel 1979 Yale e Halsted portarono in scena la commedia News for Tennessee. Yale ha inoltre partecipato a spettacoli itineranti della Disney. Nel 1983 Yale ha lavorato con John Holmes in The Private Pleasures of John C. Holmes, in quella che è accreditata come l'unica performance omosessuale di Holmes. Joseph Yale è morto nel 1986 di AIDS. Quattro anni dopo, Fred Halsted, anche lui sieropositivo, si è suicidato.

## Filmografia

### Attore
- Leather Narcissus (1967), diretto da Avery Willard
- L.A. Plays Itself (1972), diretto da Fred Halsted
- Sextool (1975), diretto da Fred Halsted
- Rugged Men (1976), diretto da Nick Eliot
- Hot and Heavy (1976), diretto da Joe Davian
- Harley's Angels (1977), diretto da Arch Brown
- Groupies (1977)
- Fire Island (1978)
- Fire Island Fever (1979), diretto da Jack Deveau
- Rear Admiral (1980), diretto da Roger Earl
- Three Day Pass (1982), diretto da Nick Elliot
- The Private Pleasures of John C. Holmes (1983), diretto da J.J. English e Sid Roth

### Regista
- 7 Card Stud (1985)
- More Than a Mouthful (1985)
- Thinking Big (1985)
- Blown Away (1984)
- Coverboy (1984)
- King Size (1984)
- Trick Time (1984)
- Revenge of the Nighthawk in Leather (1983)
- Alley Cats (1983)